# قضايا في الفكر المعاصر
قضايا في الفكر المعاصر- أحد مؤلفات الفيلسوف والمفكر المغربي محمد عابد الجابري، والتي وصلت مؤلفاته إلى أكثر من 30 كتابًا، الطبعة الأولى من هذا الكتاب كانت في
عام 1997م، عن طريق مركز دراسات الوحدة العربية - بيروت، وقد تم إعادة طباعة الكتاب عن طريق المركز نفسه في عام 2003م(الطبعة الأولى)، وفي عام 2005م (الطبعة الثانية)، وفي عام 2007م (الطبعة الثالثة)، وفي عام 2015م(الطبعة الخامسة)، وفي عام 2018م،(الطبعة السادسة)، وقد وصل إعادة طباعة الكتاب إلى أكثر من ست طبعات.

## عن الكتاب
يركز الجابري في كتابه على قضية مهمة، والتي تتمثل في مطالبة الفلسفة بالتصدي من أجل بعث الحياة في مفاهيم سابقة، أو إعادة بناء هذه المفاهيم بعد فحصها ونقدها، ونقد المفاهيم الطارئة التي تقذف بها التحولات الكبرى المعاصرة إلى ساحة الفكر السياسي الراهن، ومحاولة تناولها بالرصد والتحليل بهدف الكشف عن الدوافع السياسية والأقتصادية وراء مصطلحات حديثة لمفاهيم كالعولمة، وصدام الحضارات، والإمبراطورية العالمية، وغيرها.
الكتاب هو تحليل عميق لقضايا الفلسفة والفكر التي تشغل العالم المعاصر. ويتناول الجابري في هذا الكتاب تحديات الفكر الحديث وتأثيراتها على المجتمعات العربية والإسلامية. ويقدم الكتاب مقاربات جديدة لفهم التحولات الفكرية في العالم، مستعرضًا العلاقة بين التراث والحداثة، وتأثيرات العولمة على الهوية الثقافية. وبفضل أسلوبه الواضح والمباشر، يسعى الجابري لتقديم رؤية نقدية للفكر المعاصر مع التركيز على أهمية تطوير الفكر العربي؛ لمواكبة التغييرات العالمية. ويناقش الجابري في كتابه مسائل مثل التحديث، والعولمة، والهوية الثقافية، وتأثير الفكر الغربي على الفكر العربي، وهو عندما يقدم رؤيته النقدية يستند إلى فهم عميق للتاريخ والتراث، كما أنه يسعى لتقديم حلول للتحديات التي تواجه الفكر العربي في العصر الحديث.

## محتويات الكتاب
يتناول الكتاب مجموعة من الموضوعات المتمثلة في:

## اقتباسات من الكتاب
" إن التقدم العلمي الهائل في ميدان البيولوجيا والهندسة الوراثية كما في مجال المعلوماتية، فضلاً عن آثار الصناعة والتكنولوجيا على البيئة الطبيعية من جهة، والخطر الذي تشكله أسلحة التدمير الشامل على البشرية كلها من جهة ثانية. إن تقدم العلم في هذه المجالات كما في غيرها قد أدى، أو من شأنه أن يؤدي إلى نتائج تتعارض على طول الخط مع القيم الأخلاقية التي تكرست منذ فجر التاريخ البشري، وفي كل المجتمعات، ولدى مختلف الأديان والفلسفات، بوصفها عنصرًا جوهريًا في إنسانية الإنسان، إن لم يكن العنصر الجوهري الوحيد فيها."
" من المفاهيم التي تحتاج اليوم إلى بعث الحياة فيها مفهوم (المدينة) ومفهوم (التسامح) ومفهوم (العدل) ومفهوم (الأخلاق والأخلاقيات)..أما المفاهيم التي يقذف بها الوقت إلى الساحة قذفًا، والتي تطرح على كاهل الفلسفة مهمة فحصها ومواجهتها فكثيرة ومتنوعة، نخص بالذكر منها هنا: مفهوم (صراع الحضارات) ومفهوم (العولمة) ومفهوم (اللاقومية) ومفهوم (نهاية الديمقراطية) ومفهوم (تحلل الدولة) إلى غير ذلك من المفاهيم التي على الفكر الفلسفي أن يواجهها بسلاح النقد والتعرية" 